# Slobodzejský rajon

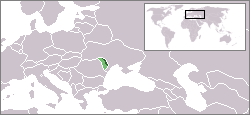
Podněstří na mapě Evropy (tmavě zeleně)

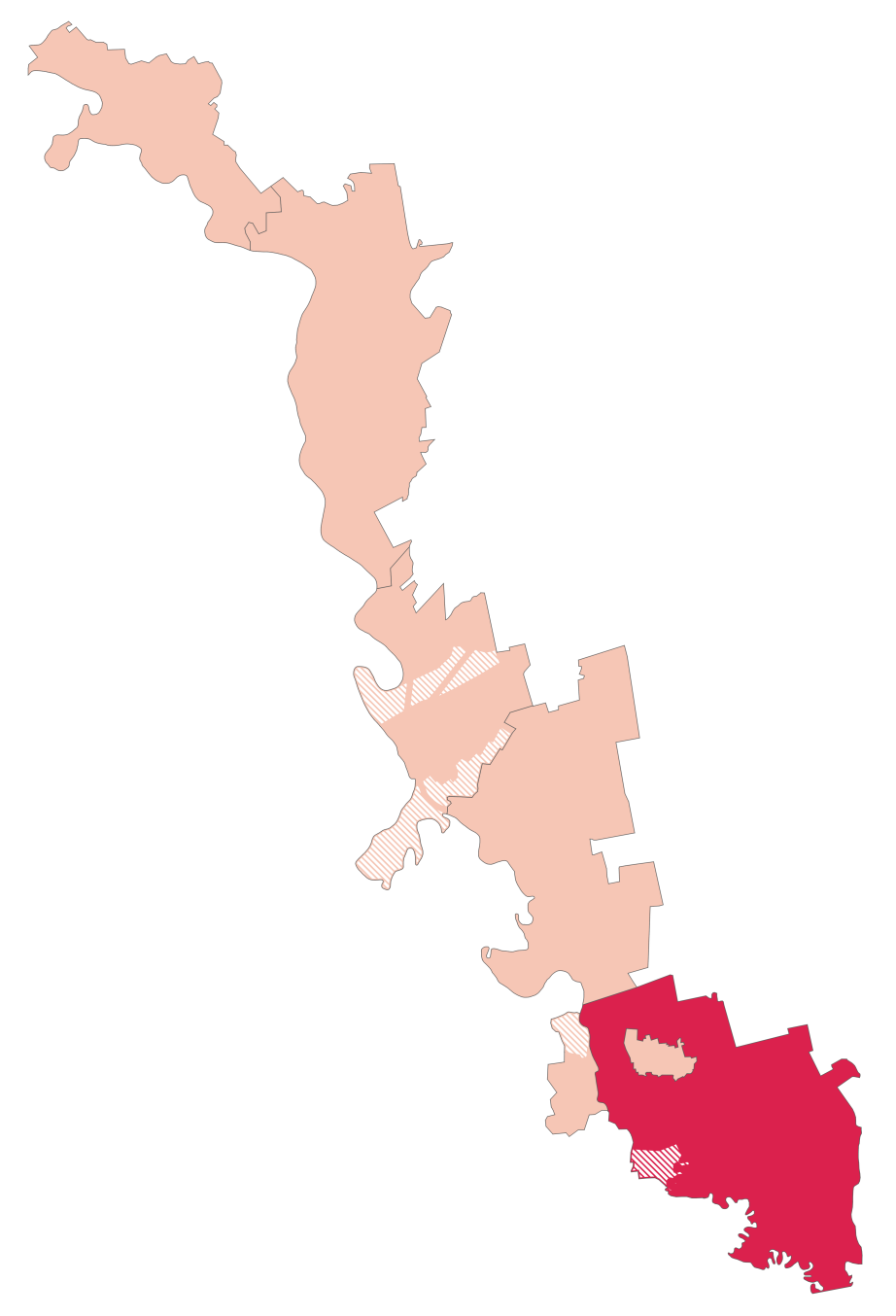
Slobodzejský rajon na mapě Podněstří (šrafované území je pod kontrolou Moldavska)

Slobodzejský rajon (moldavsky Районул Слобозия/Raionul Slobozia, rusky Слободзейский район, ukrajinsky Слободзейський район) je okres na jihu mezinárodně neuznané Podněsterské moldavské republiky. Administrativním centrem je město Slobozia. Rajon sousedí na severu s podněsterským Grigoriopolským rajonem, na západě s územím správy města Bendery a s Moldavskem, na východě s Ukrajinou, ve středu rajonu leží hlavní město Tiraspol, které tvoří samostatnou správní jednotku. Územní rozloha činí 873,24 km2. Slobodzejský rajon vznikl roku 1924 jako součást tehdejší Moldavské ASSR, v letech 1940 - 1990 tvořil součást Moldavské SSR, roku 1990 se obyvatelé v referendu vyslovili pro vstup do nově utvářené Podněsterské moldavské republiky. Z pohledu Moldavska, o jehož území se de iure jedná, Slobodzejský rajon jako samostatná správní jednotka neexistuje, ale tvoří součást de facto neexistujícího celku Autonomní územně správní jednotky se zvláštním statusem Podněstří.

## Obyvatelstvo
K 1. lednu 2007 žilo na území Slobodzejského rajonu 93 847 obyvatel, což představuje 17 % podněsterského obyvatelstva. Národnostní složení: 41 % Moldavané, 27 % Rusové, 22 % Ukrajinci, 8 % Bulhaři (především v obci Parkany).

## Sídla
Slobodzejský rajon tvoří město Slobozia, sídla městského typu Pervomaisc a Krasnoje a 22 obcí pod správou 12 místních rad (selsovětů):
- Bližnyj Chutor (Ближний Хутор, Blijnii Hutor)
- Čobruči (Чобручи, Cioburciu)
- Frunze (Фрунзе, Frunză)
  - Novo-Kotovsk
  - Novaja Andrijaševka
  - Priozernoje
  - Staraja Andrijaševka
  - Ujutnoje
  - Železniční stanice Novosavickaja
- Glinoje (Глиное, Hlinaia)
- Karagaš (Карагаш, Caragaş)
- Kickany (Кицканы, Chiţcani)
  - Zagornoje
  - Merenešty
- Korotnoje (Коротное, Corotna)
- Nězavěrtajlovka (Незавертайловка, Nezavertailovca)
- Parkany (Парканы, Parcani)
- Sukleja (Суклея, Sucleia)
- Ternovka (Терновка, Tîrnauca)
- Vladimirovka (Владимировка, Vladimirovca)
  - Konstantinovka
  - Nikolskoje

Poznámka: Přepis místních jmen vychází z ruských názvů obcí. V Podněstří mají oficiální status názvy obcí v ruštině, ukrajinštině a moldavštině psané cyrilicí. Podle moldavských zákonů oficiální status náleží pouze názvům v moldavštině psané latinkou. U střediskových obcí je v závorce uvedeno jméno v ruštině a moldavštině psané latinkou.